# 1er régiment de cavalerie (Lettonie)
Pour les articles homonymes, voir 1er régiment.
Le 1er régiment de cavalerie, caserné à Daugavpils, fut le seul régiment de cavalerie de l’armée de la Lettonie.

## Histoire
Entre 1919 et 1920, six escadrons de cavalerie ont été créés dans le cadre de la lutte pour l'indépendance de la Lettonie : en Kurzeme (Courlande) à Liepāja, en Vidzeme à Malnava (lv), en Latgale à Malta (lv), en Zemgale à Daugavpils, le régiment des partisans du Latgale à Jaunlatgale et l'escadron du 13e régiment de Tukums à Ludza.
Le 5 mars 1921, ces escadrons de cavalerie ont été réunis en un régiment qui serait caserné à la rue Andrejs Pumpurs à Daugavpils (à l'emplacement d'un dépôt d'intendance de l'armée russe). Le 1er régiment de cavalerie fut constitué à partir de cinq escadrons (les escadrons des partisans du Latgale et du 13e régiment de Tukums ayant déjà fusionné),. Le régiment est constitué de deux divisions formées chacune de deux escadrons de cavalerie et d'un1 escadron de mitrailleuses. S'y ajoutaient deux  escadrons de cyclistes. C'est par tirage au sort qu'ont été donné les numéros escadrons : le 1er escadron a été formé par l'escadron séparé de Kurzeme, le 2e escadron a été attribué à l'escadron de Latgale, le 3e escadron est le numéro attribué à l'escadron de Vidzeme, le 4e escadron à celui de l'escadron de Zemgale et le 5ème escadron aux escadrons Latgales du régiment de partisans et du régiment Tukuma.
Le 9 juillet 1922, l'Association des Commerçants de Lettonie a offert au régiment un drapeau sur lequel était brodée en jaune sur fond bleu la devise “Dievs, Tēvija, Pulks” (« Dieu, Patrie, Régiment »).
En juillet 1923, on dévoila dans le parc de la rue Andrejs Pumpurs un monument dédié aux cavaliers tombés au combat pour l'indépendance de la Lettonie. Sur une plaque commémorative furent inscrits les noms des 18 soldats morts avec ces mots « Viņu varoņu gars mūžam dzīvos starp mums » (« L'esprit de ces héros vivra pour toujours à travers nous »). 50 cavaliers furent décorés de l'ordre de Lāčplēšis.
Tous les ans, le régiment célébrait le jour où la brigade de Lettonie du Nord, qui possédait un escadron de cavalerie séparé, est entrée dans la ville de Rīga libérée.
Le 14 janvier 1931, le 1er escadron est renommé Escadron séparé (ou escadron autonome) pour succéder à la 1re division de cavalerie séparée.

## Commandants du1errégimentde cavalerie
| Commandant                          | Grade                           | Durée du commandement    |
| ----------------------------------- | ------------------------------- | ------------------------ |
| Jānis Skujiņš                       | colonel                         | mars 1921 – juillet 1921 |
| Vilhelms Jūliuss Kārkliņš           | colonel                         | juillet 1921 – 1923      |
| Jānis Augusts Alfrēds Ceplītis (lv) | colonel                         | 1923 – 1931              |
| Hermanis Georgs Rūdolfs Buks (lv)   | colonel (promu général en 1939) | septembre 1931 – 1939    |
| Alberts Fricis Liepiņš              | colonel                         | juin 1939 – octobre 1940 |
| Jānis Puksis (lv)                   | colonel                         | octobre – décembre 1940  |